# Стекль, Эдуард Андреевич
Эдуард Андреевич фон Стёкль (немецкое написание имени-фамилии — Eduard von Stoeckl или Stoeckle — Штёкль, 1804, Константинополь, Османская империя — 26 января 1892, Париж, Франция) — российский дипломат, тайный советник (19.04.1864). Известен переговорами с правительством США, по поручению Александра II, которые завершились продажей Аляски. 
В западной литературе и исследованиях часто именуется бароном «фон Стекль» или «де Стекль», хотя баронским титулом не обладал.

## Биография
Родители — Андреас фон Штёкль, австрийский дипломат в Стамбуле, и Мария Пизани.
В 1821 году закончил Ришельевский лицей в Одессе.

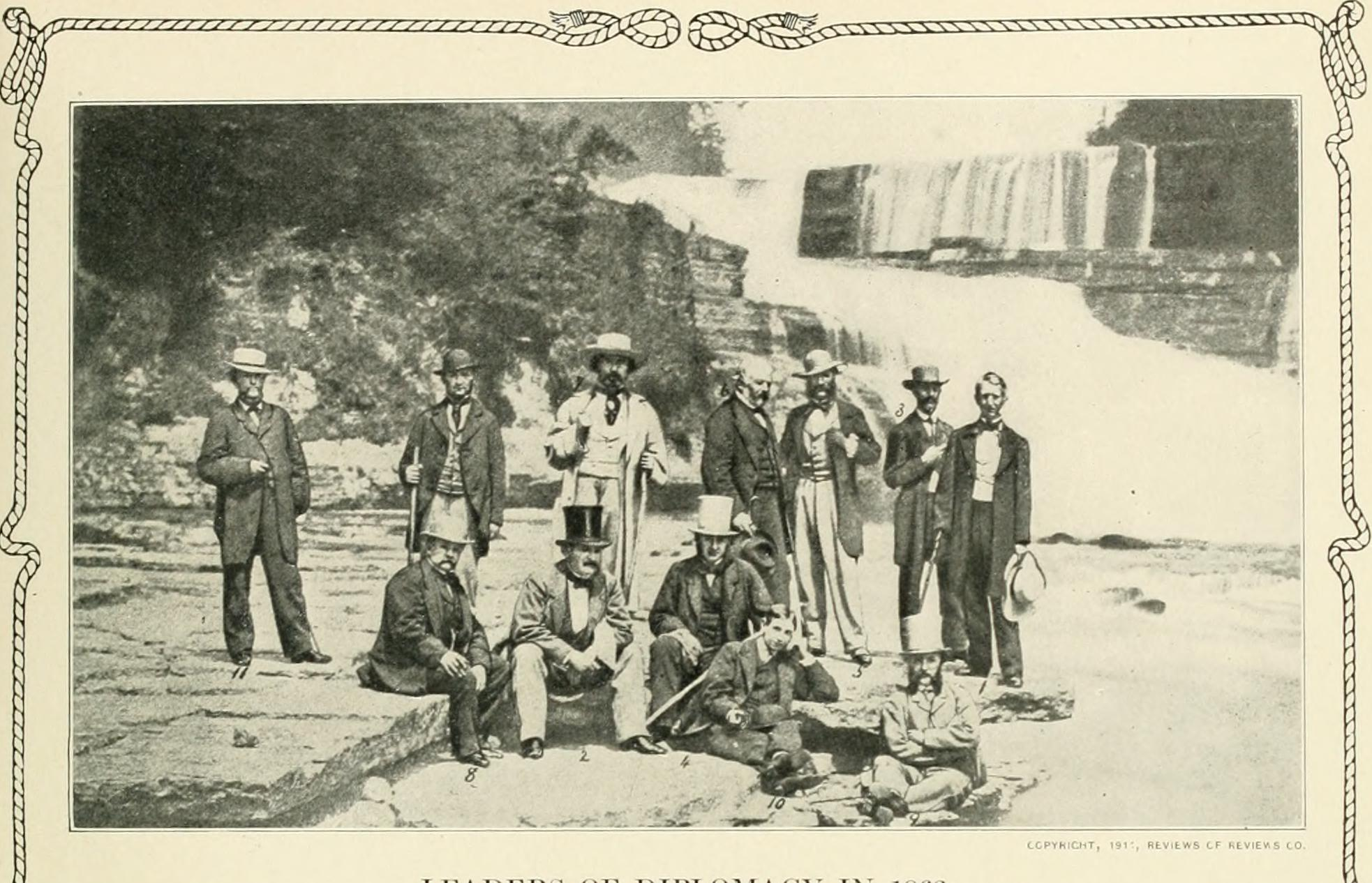
Э. А. фон Стекль (нижний ряд, второй слева) вместе с секретарём В. А. Бодиско (нижний ряд, крайний справа) на приёме представителей иностранных держав у Госсекретаря США Уильяма Сьюарда

В 1850 — поверенный российского посольства в Вашингтоне, а в 1854, после смерти постоянного представителя Александра Бодиско занял его место. Как и Бодиско, Стекль был женат на американке. Завязал дружеские отношения со многими американскими политическими деятелями, в том числе с сенатором Уильмом М. Гвином (последовательным сторонником идеи приобретения российских владений в Северной Америке) и будущим госсекретарём Сьюардом, с которым позднее вёл переговоры о приобретении Аляски. Взаимоотношения Стекля со Сьюардом носили особо доверительный характер, их объединяли общие интересы и готовность содействовать друг другу в реализации личных политических и иных целей.

## Продажа Аляски

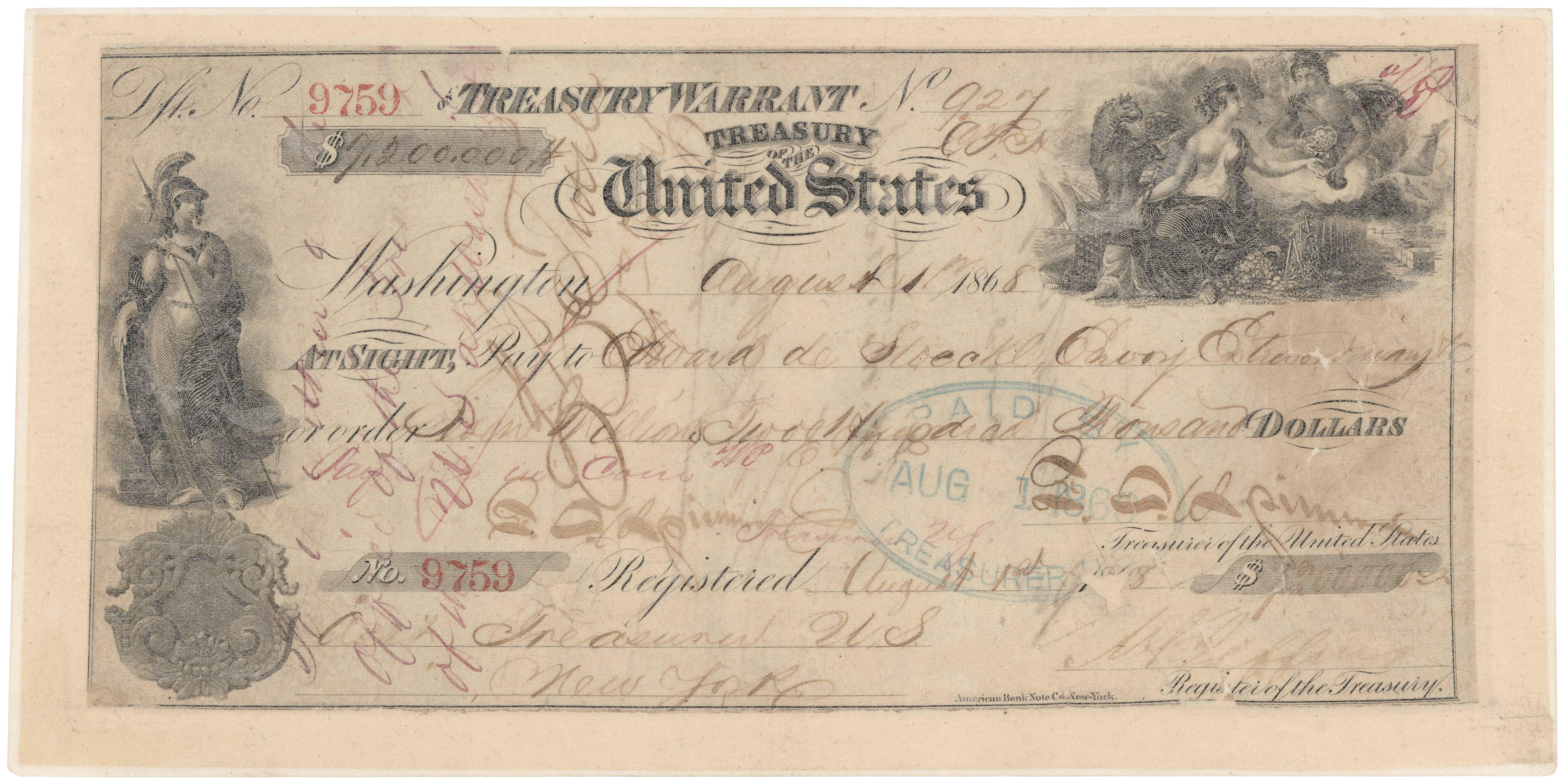
Чек на 7,2 млн долларов, использовавшийся для покупки Аляски

Переговоры об Аляске проходили в обстановке, когда на эти земли предъявляла претензии Великобритания, незадолго до того победившая Россию в Крымской войне, тем более, что британский доминион Канада непосредственно граничил с Аляской.
Стекль подписал договор об Аляске в марте 1867 году. В знак признательности Александр II пожаловал ему Орден Белого орла, единовременное вознаграждение в 25 000 рублей и пожизненную пенсию в 6 000 рублей ежегодно. Столь высокая награда была оправдана не только щекотливостью миссии, но и последующими «моральными издержками» — в 1869 году Стекль вышел в отставку «по состоянию здоровья», но фактически — из-за своей крайней непопулярности и слухами о своём подкупе со стороны американцев. Известно высказывание Александра II о роли, сыгранной Стеклем в заключении договора: «За все, что он сделал, он заслужил особое „спасибо“ с моей стороны».
Лично получив чек, Стекль по своему усмотрению распоряжался выделенными ему царём «на известное употребление» средствами в размере 165 тыс. долларов, из которых щедро и бесконтрольно выплачивал крупные вознаграждения и взятки американским политическим деятелям и представителям прессы, оказавшим влияние на утверждение договора Конгрессом США. Чек на 7,2 млн долларов, выписанный министерством финансов США на имя Стекля, который использовался для покупки Аляски, хранится в Национальном архиве США в Вашингтоне.
До конца жизни прожил во Франции, умер в Париже в 1892 году.
В июне 2011 года лондонский аукционный дом «Сотбис» выставил на продажу награды Стекля, в том числе и орден «Белого орла», предварительно оценённый от 70 до 90 тысяч фунтов. Награды все это время хранились у прямых потомков Стекля.

## Награды
- Орден Святой Анны 2-й степени (1851 год)
- Орден Святого Владимира 3-й степени (1855 год)
- Орден Святого Станислава 1-й степени (1859 год)
- Орден Святой Анны 1-й степени (1861 год)
- Орден Святого Владимира 2-й степени (1866 год)

В списке гражданских чинов первых трёх классов, исправлен по 1 февраля 1869 года, орден Белого орла отсутствует. Если принять во внимание что Стёкль вышел в отставку 20 апреля 1869 года, то вызывает сильное сомнение его награждение этим орденом (по крайней мере, в официальном документе награждение Стёкля орденом Белого орла не отображено).